# Ibrahim Pasha của Ai Cập
Ibrahim Pasha (1789 - 10 tháng 11 năm 1848) là một viên tướng Ai Cập vào thế kỷ 19. Ông là con nuôi của Muhammad Ali của Ai Cập. Ibrahim trở thành nhiếp chính cho cha nuôi từ tháng 7 tới ngày 10 tháng 11 năm 1848. Ibrahim Pasha sinh ở thị trấn Kavala, thuộc tỉnh Rumelia (nay thuộc lãnh thổ Macedonia) của Ottoman, là con của một người Thiên chúa giáo Hy Lạp và người chồng ly hôn là Tourmatsis.. Mẹ Ibrahim sau đó cưới một người Albania tên Muhammad Ali (sau trở thành tổng trấn Ai Cập), ông này xem Ibrahim như con ruột của mình và đặt cho cái tên Ibrahim. Ibrahim trở thành một người Hồi giáo.